# Way Too Long
"Way Too Long" é uma canção do produtor musical inglês Nathan Dawe, da cantora inglesa Anne-Marie e do rapper britânico MoStack. Foi lançada para download digital e streaming em 9 de abril de 2021 como o segundo single do segundo álbum de estúdio de Anne-Marie, Therapy (2021). A canção foi produzida por Dawe, Tre Jean-Marie, Grades e Sire Noah, e escrita pelos três artistas, ao lado de Tre-Jean Marie, Grades, MNEK, Dyo, Scribz Riley e Ryan Campbell. Um videoclipe foi lançado junto com a música.

## Faixas e formatos
Download digital
1. "Way Too Long" – 2:30

Tyrone remix
1. "Way Too Long" (Tyrone Remix) – 2:32

Navos remix
1. "Way Too Long" (Navos Remix) – 2:20

Versão acústica
1. "Way Too Long" (Acoustic) – 2:40

Clean Bandit remix
1. "Way Too Long" (Clean Bandit remix) – 2:39

## Desempenho nas tabelas musicais
| País — Tabela musical (2021)   | Melhor posição |
| ------------------------------ | -------------- |
| Irlanda (IRMA)                 | 37             |
| Reino Unido (UK Singles Chart) | 37             |

## Histórico de lançamento
| Região | Data                | Formato(s)                 | Versão             | Gravadora(s) | Ref.         |
| ------ | ------------------- | -------------------------- | ------------------ | ------------ | ------------ |
| Várias | 9 de abril de 2021  | Download digital streaming | Original           | Warner       | [ 5 ] [ 12 ] |
| Várias | 30 de abril de 2021 | Download digital streaming | Tyrone remix       | Warner       | [ 6 ] [ 13 ] |
| Várias | 7 de maio de 2021   | Download digital streaming | Navos remix        | Warner       | [ 7 ] [ 14 ] |
| Várias | 14 de maio de 2021  | Download digital streaming | Acústica           | Warner       | [ 8 ] [ 15 ] |
| Várias | 4 de junho de 2021  | Download digital streaming | Clean Bandit remix | Warner       | [ 9 ]        |